# Al Horowitz
Cet article concerne le joueur d'échecs. Pour l'auteur dramatique, voir Israel Horovitz.
Pour les articles homonymes, voir Horowitz.
Israel Albert Horowitz (né le 15 novembre 1907 à Brooklyn et mort le 18 janvier 1973 à New York) est un joueur d'échecs américain. Il est l'auteur de nombreux livres sur les échecs qu'il signait I. A. Horowitz ou Al Horowitz. Il remporta trois championnats opens des États-Unis et devint Maître international à la création du titre en 1950 ; il était également arbitre international de la FIDE depuis 1951.

## Biographie et carrière
Horowtiz fit partie de l'équipe des États-Unis lors de quatre olympiades d'échecs et remporta trois médailles d'or par équipe dans les années 1930 (en 1931, 1935 et 1937) et deux médailles d'or individuelles en tant que premier remplaçant (en 1935 et 1937). En 1950, lors de sa dernière participation, il jouait au troisième échiquier et l'équipe des États-Unis finit quatrième.
Il remporta le championnat open des États-Unis en 1936 (devant Dake, Denker et Kashdan), 1938 (à Boston, ex æquo avec Isaac Kashdan) et 1943. En 1938, lors du match de départage avec Kashdan, il fit match nul 5 à 5 (+2 –2 =6). La même année, il finit quatrième du deuxième championnat des États-Unis 1938. En 1941, il perdit un match pour le championnat des États-Unis  en seize parties contre Samuel Reshevsky : 6,5 à 9,5 (+0 –3 =13). L'année suivante, il finit troisième du championnat des États-Unis à New York en 1944.
En 1945, lors du match radio États-Unis - URSS 1945, Horowitz fit match nul avec Salo Flohr (une victoire et une défaite). Il reçut un prix spécial pour sa partie gagnée sur Flohr. En 1946, lors du match URSS - États-Unis disputé à Moscou, il fit match nul avec Isaac Boleslavski (deux parties nulles).

## Publications
Horowitz était l'éditeur du magazine Chess Review depuis 1933.
Il a écrit de nombreux livres, certains avec Fred Reinfeld.
- Let's play chess, 1950
- Modern ideas in the chess openings, 1953Dans ce livre Horowitz propose une défense contre le gambit danois. Nigel Davies a donné le nom de Horowitz à cette défense.
- Chess for Beginners, Fireside Books, 1956,  (ISBN 0-671-21184-6)
- How to win in the chess endings, 1957
- (en) Point count chess, David McKay Company, Inc., 1960Écrit avec Geoffrey Mott-Smith. Présente sur papier l'ancêtre des fonctions d'évaluation chiffrées des logiciels.
- How to Win in the Chess Openings, 1961,  (ISBN 0-671-62426-1)
- Chess Self-Teacher, Harper & Row, 1961,  (ISBN 978-0-06-092295-5)
- Solitaire Chess, 1962
- Winning chess tactics illustrated, 1963
- (en) The personality of chess, 1963Écrit avec P. L. Rothenberg. Réédité sous le titre The Complete Book of Chess, Collier-McMillan, 1969.
- (en) Chess openings: Theory and practice, Fireside Books, 1964Répertorie les coups pour atteindre la « position clé » de chaque ouverture examinée (ainsi que des notes de bas de page sur les coups divergents avant la position clé), puis note les idées principales et ce que chaque camp devrait rechercher à partir de cette position. Le livre présente ensuite des parties réelles complètes tirées de la pratique au plus haut niveau de l'époque.
- (en) The Best in chess, E.P. Dulton & Co, 1965Écrit avec J.S. Battell.
- New traps in the chess openings, 1966
- How to Win At Chess, A complete course with 891 diagram, 1968
- All About Chess, Collier Books, 1971
- Chess: Games to remember, David McKay, 1972.
- Learn Chess Quickly, Doubleday, 1973.
- (en) The World Chess Championship, a History, Macmillan, 1973Réédité sous le titre From Morphy to Fischer, a history of the World chess championship, Batsford, 1973.

En outre, Horowitz publia sous son nom de nombreuses rééditions de The Golden Treasury of Chess, une compilation de parties dont la première édition de 1943 était due à F. J. Wellmuth.
Livres écrits avec Fred Reinfeld
- How to Think Ahead in Chess, Simon and Schuster, 1951.  (ISBN 978-0-671-21138-7).
- First Book of Chess, Harper & Row, New York, 1952.  (ISBN 978-0-389-00225-3).
- How To Improve Your Chess, Collier, New York, 1952
- Chess Traps, Pitfalls, and Swindles, Simon and Schuster, 1954.
- The Macmillan Handbook of Chess, Macmillan, 1956.